# Magic (Kylie Minogue)
Magic è un singolo della cantante australiana Kylie Minogue, pubblicato il 24 settembre 2020 come secondo estratto dal quindicesimo album in studio Disco.

## Descrizione
Il brano è stato scritto dalla stessa cantante con Daniel Davidsen, Michelle Buzz, Peter Wallevik e Teemu Brunila ed è stato prodotto da Ph. D.

## Pubblicazione
Il 21 settembre 2020 il singolo è stato annunciato da Kylie Minogue tramite social media, fissandone la data di uscita tre giorni più tardi.

## Accoglienza
Magic ha ricevuto recensioni positive da parte della critica specializzata. Robin Murray di Clash l'ha definito un «ritorno vivace e ispirato", mentre Attitude ha descritto la canzone come una «fetta di magia pop». Scrivendo per Vulture, Justin Curto l'ha ritenuto inferiore rispetto al precedente singolo Say Something, ma ne ha elogiato il ritornello e la sezione fiati.

## Video musicale
Il videoclip del brano, diretto da Sophie Muller e girato al Fabric di Londra, è stato reso disponibile in concomitanza con l'uscita del singolo sul canale YouTube della cantante.

## Esibizioni dal vivo
Kylie Minogue si è esibita dal vivo con la canzone il 6 novembre 2020 al Zoe Ball Breakfast Show e al Graham Norton Show. Il giorno successivo l'ha presentata durante un concerto virtuale e l'11 dello stesso mese al Late Late Show with Stephen Colbert.

## Tracce
1. Magic – 3:34

## Successo commerciale
Nella Official Singles Chart britannica Magic, dopo aver esordito alla 75ª posizione, ha raggiunto la 53ª durante la settimana di pubblicazione di Disco con 8 157 unità distribuite.

## Classifiche
| Classifica (2020) | Posizione massima |
| ----------------- | ----------------- |
| Belgio (Fiandre)  | 67                |
| Belgio (Vallonia) | 19                |
| Croazia           | 53                |
| Regno Unito       | 53                |
| Ungheria          | 10                |